# Kalambay Otepa
Paul-Mohamed Kalambay Otepa (12 de noviembre de 1948 - 12 de noviembre de 2024) fue un futbolista congoleño que jugaba como portero. Fue suplente de la selección nacional de Zaire en la Copa Mundial de la FIFA de 1974. A nivel de clubes, jugó para el TP Mazembe, donde ganó la Copa Africana de Campeones en dos ocasiones, en 1967 y 1968, y terminó como subcampeón en 1969 y 1970. Otepa falleció en Kinshasa el 12 de noviembre de 2024, día de su 76.º cumpleaños.